# Leonard Nimoy
Leonard Simon Nimoy (Boston, Massachusetts, 26 de marzo de 1931-Los Ángeles, California, 27 de febrero de 2015) fue un actor estadounidense, conocido por interpretar al Sr. Spock en la franquicia de Star Trek durante casi 50 años.

## Biografía y carrera
Leonard Simon Nimoy nació el 26 de marzo de 1931, en un barrio irlandés sección del West End de Boston, Massachusetts, hijo de inmigrantes judíos de Iziaslav, Ucrania. Sus padres abandonaron Iziaslav por separado, su padre primero cruzó a pie la frontera con Polonia mientras que su madre y su abuela salieron de contrabando de la Unión Soviética en un carro tirado por caballos escondiéndose bajo fardos de heno. Se reunieron después de llegar a los Estados Unidos.  Su madre, Dora (de soltera Spinner; 1904-1987), era ama de casa, y su padre, Max Nimoy (1901-1987), era dueño de una barbería en la sección Mattapan de Boston.
Comenzó a actuar a los ocho años en un teatro infantil y de barrio. Sus padres querían que fuera a la universidad y siguiera una carrera estable, o incluso que aprendiera a tocar el acordeón, para que siempre pudiera ganarse la vida, pero su abuelo le animó a hacer lo que entonces más le apetecía, que era actuar. Nimoy se dio cuenta de que tenía aptitudes para el canto, que desarrolló en el coro de su sinagoga. Su canto durante su bar mitzvah a los 13 años fue tan bueno que le pidieron que repitiera su actuación la semana siguiente en otra sinagoga. William Shatner dijo: «¡Sigue siendo el único hombre que conozco cuya voz era buena en dos bar mitzvahs!».
Su primer papel importante fue a los 17 años, como Ralphie en una producción amateur de la obra de Clifford Odets ¡Despierta y canta!, sobre las luchas de una familia judía matriarcal similar a la suya durante la Gran Depresión. Dijo: «Interpretar a este adolescente en esta familia judía tan parecida a la mía fue increíble ... La misma dinámica, las mismas tensiones en el hogar." El papel "encendió una pasión" que lo llevó a su carrera como actor, diciendo "Nunca quise hacer otra cosa".  Shatner ha dicho que Nimoy también trabajó en programas de radio locales para niños, a menudo haciendo la voz de historias bíblicas:  

Obviamente, había algo simbólico en ello. Muchos años después, como el capitán Kirk, estaría ocupado rescatando civilizaciones en peligro en planetas lejanos, mientras que el señor Spock de Leonard estaría examinando la moralidad de la humanidad humana y alienígena.

Nimoy tomó clases de arte dramático en el Boston College, y tras mudarse a Los Ángeles, utilizó 600 dólares que ahorró vendiendo aspiradoras para matricularse en el Pasadena Playhouse, manteniéndose como acomodador de teatro, conductor de taxi y reponiendo máquinas expendedoras. Sin embargo, pronto se desilusionó y lo dejó a los seis meses, pues consideraba que las habilidades interpretativas que ya había adquirido en papeles anteriores eran más avanzadas: «Pensé, tengo que estudiar aquí tres años para poder hacer este nivel de trabajo, y ya estoy haciendo mejores trabajos».
En 1951, ganó un papel pequeño en la película Queen for a Day. Esto le facilitó otros papeles en el teatro y las películas. Pero fue también un hombre hiperactivo que realizó variados trabajos. En Los Ángeles de los primeros años 1950, acuciado por la necesidad, Nimoy no dudó en aceptar empleos como el de portero, limpiador de peceras en una veterinaria o taxista. Previamente, había servido dos años en el ejército de los Estados Unidos, de donde se retiró con el grado de sargento.
Ha sido quizás el único de los actores del Star Trek original, junto con William Shatner, que ha sido capaz de mantener una vida artística coherente y fructífera al margen de la enorme sombra de la serie.
La ciencia ficción fue el registro que mayores satisfacciones le iba a proporcionar, y el actor vinculó su carrera al género desde sus mismos comienzos. En 1952, fue reclutado por la Republic para trabajar en Zombies of the Stratosphere, una serie de 12 episodios; dos años más tarde, fue un soldado en Them! (La humanidad en peligro), la obra maestra de Gordon Douglas.
En los años 1960, se introdujo en el mundo de la televisión. Entre sus intervenciones más notorias figuran las que hizo en The Twilight Zone (1961), Los Intocables (1962), The Outer Limits (1964), The Man from U.N.C.L.E. (1964, episodio en el que coincidió con William Shatner) o en la serie de Gene Roddenberry The Lieutenant, en la que realizó un trabajo que sirvió para que el creador de Star Trek, que había barajado los nombres de Martin Landau y Michael Dunn, despejara todas sus dudas acerca del actor ideal para representar el papel de Spock.
Parte del mérito de que Nimoy se convirtiese en un icono pop fue sólo la insistencia de Roddenberry. Tras la primera exhibición de The Cage, los directivos de la NBC pidieron descartar el personaje de Spock, por considerarlo demasiado inhumano. Roddenberry se negó a aceptar la exigencia de la cadena. Spock, dijo, era la esencia misma de la serie y su desaparición sería un desastre. Poco después, con la serie ya lanzada, aparecieron voces que le dieron la razón a Roddenberry, y Spock se convirtió en el personaje más popular de la serie, incluso más que Kirk.

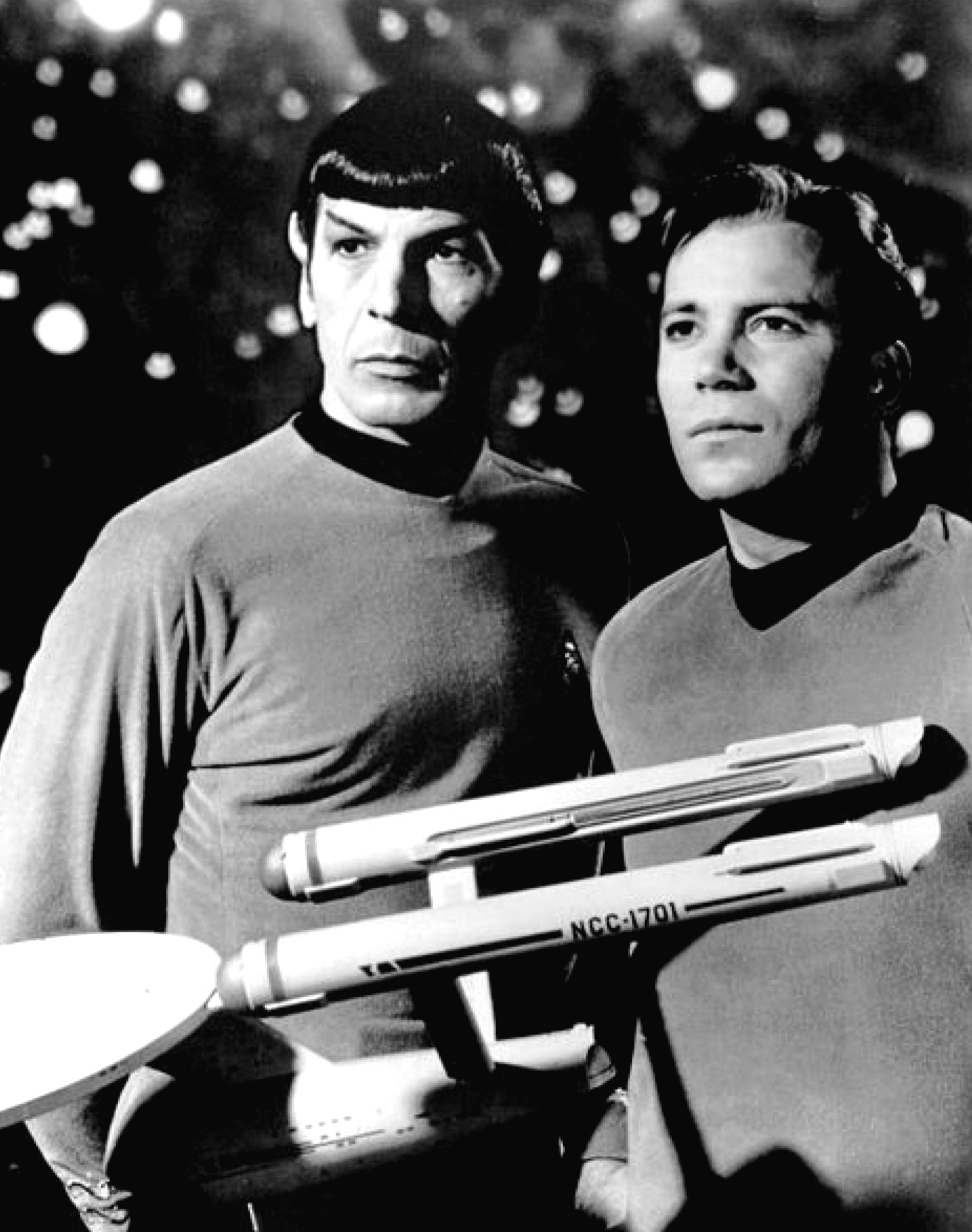
Leonard Nimoy interpreta al señor Spock junto al capitán Kirk (William Shatner).

Tras la cancelación de la serie, Nimoy se tomó unas breves vacaciones introspectivas con el objeto de determinar el giro que tenía que dar su carrera, y rechazó varios papeles que eran nada más que variaciones de Spock; a los pocos meses vuelve a la televisión en las series En busca de... y en un papel principal de Mission: Impossible (reemplazando a Martin Landau). También alternó en el cine con Yul Brynner en el western Catlow (El oro de nadie).
Ya bien entrados los años 1970, y sintiéndose encasillado, decidió multiplicar las direcciones de su trabajo en nuevas formas de expresión artística: la teatral, la literaria, la fotográfica y la musical. De esta época es su famosa autobiografía I Am Not Spock (1975).
Nimoy había encontrado en la pluralidad de disciplinas la forma de mantener al Sr. Spock a raya; así que, cuando Roddenberry y Paramount le ofrecieron la oportunidad de sumarse al proyecto de una segunda fase —en ese momento no se sabía si iba a ser un episodio piloto, un telefilme o un largometraje— de Star Trek, no le costó dar una respuesta negativa. Un retraso de dos años en el rodaje fue suficiente, sin embargo, para que Nimoy cambiara de opinión. Gracias a ello, se topó al poco tiempo con la oportunidad de adentrarse en otro campo creativo: la dirección cinematográfica.
Cuando se ofreció como director para la tercera entrega de Star Trek, algunos directivos de la Paramount mostraron cierta reticencia porque creían estar ante el típico capricho del actor estrella; el gran éxito comercial del filme demostró la capacidad de Leonard para manejar el material de la franquicia, al punto que le ofrecieron repetir la experiencia en la cuarta película, que obtuvo aún mejores resultados de taquilla.
En 1982, participó en la serie Marco Polo, del director Giuliano Montaldo. En los créditos, figura como ayudante de director.
En 1986, cayeron en manos del actor varios proyectos, de los cuales se decidió por la adaptación estadounidense de Tres hombres y un bebé, con Tom Selleck (estrella de Magnum P.I.), que fue otro gran éxito de recaudación en Estados Unidos.[cita requerida]
De ahí, Nimoy hizo de anfitrión en la serie documental Ancient Mysteries (1994-1998). También, produjo y dirigió algunos trabajos para televisión; interpretó algunos renombrados "cameos" (como en los episodios de Duckman y Futurama), y realizó, junto a John de Lancie, relatos grabados de cuentos fantásticos y de ciencia ficción en la compañía Alien Voices; pero se dedicó en especial a la fotografía en blanco y negro y a la poesía.
En el 2002, anunció su retiro de la interpretación; sin embargo, actuó en el rodaje de la 11.ª entrega cinematográfica de Star Trek (2009),  puesto que el director J. J. Abrams le había solicitado sus servicios para interpretar, por última vez, al legendario vulcaniano Spock en algunos pasajes del guion, cosa que hizo entregando una gran actuación y brindando las reminiscencias de la serie original.
Posteriormente, participó como actor en la serie Fringe interpretando al doctor William Bell, también bajo la tutela de J. J. Abrams. En mayo de 2011, realizó la versión oficial y alternativa del videoclip de Bruno Mars para la canción "The Lazy Song".
Actuó en el filme sudafricano Zambezia, de 2012, donde interpretó la voz del Jefe Sekhuru.
Su última participación en el cine fue en la 12.ª entrega Star Trek: en la oscuridad (2013), en una breve intervención.

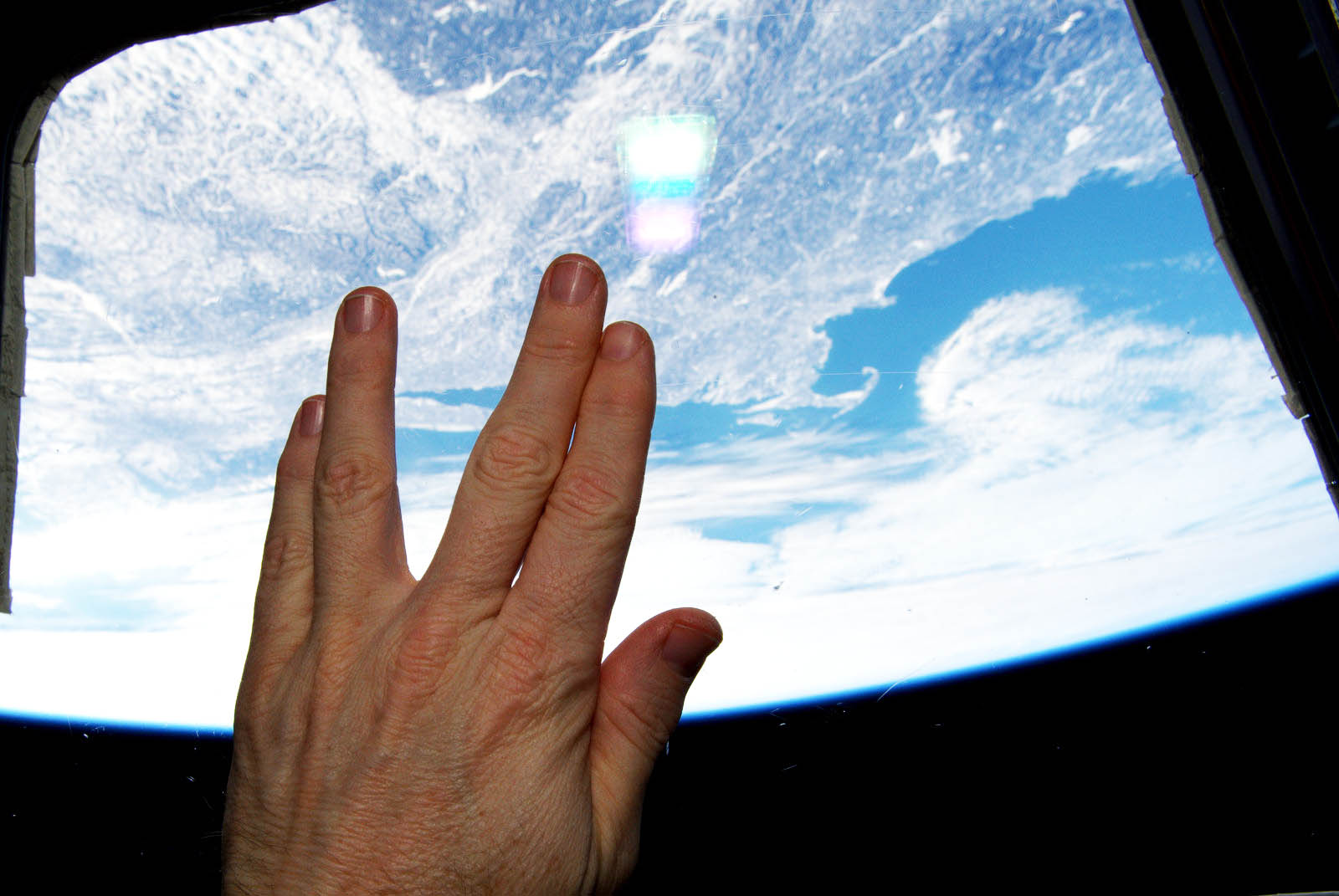
El astronauta Terry W. Virts homenajeó al actor con esta fotografía del saludo vulcano tomada desde la Estación Espacial Internacional cuando por la ventana era visible la ciudad de Boston, lugar de nacimiento de Nimoy.

### Muerte
Murió de EPOC en fase terminal el 27 de febrero de 2015 por la mañana, en su casa de Bel-Air, a los 83 años de edad.
Tras fallecer, se le homenajeó en la 88.ª edición de los Premios Óscar.

## Otras actividades

### Carrera como autor
Escribió dos autobiografías. La primera fue llamada "No soy Spock" (1977) y fue polémica, ya que muchos fanes asumieron erróneamente que Nimoy se estaba distanciando del personaje de Spock. En el libro, Nimoy lleva a cabo diálogos entre él y Spock. El contenido de esta primera autobiografía también se refirió a una "crisis de identidad" autoproclamada que parecía perseguir a Nimoy durante su carrera. También estaba relacionada con una aparente relación amor/odio con el personaje de Spock y la franquicia Star Trek.
"Pasé por una crisis de identidad definitiva. La pregunta era si aceptar al Sr. Spock, o luchar contra la embestida del interés público. Ahora me doy cuenta que realmente no tenía ninguna opción en el asunto. Spock y Star Trek estaban muy vivos y no había nada que yo pudiera hacer para cambiar eso."
Su segunda autobiografía fue "Yo soy Spock" (1995), comunicando que finalmente se había dado cuenta de que sus años de interpretar al personaje de Spock lo habían llevado a una mayor identificación entre el personaje de ficción y él mismo. Nimoy aportó mucho en la forma en la que Spock actuaría en determinadas situaciones, y a la inversa, la contemplación de Nimoy de cómo actuó Spock le dio un motivo para pensar en las cosas de una manera que nunca habría pensado si no hubiera retratado el personaje. Por lo tanto, en esta autobiografía Nimoy sostiene que en un sentido significativo se ha fusionado con Spock, manteniendo al mismo tiempo una distancia entre la realidad y la ficción.
Ha escrito varios volúmenes de poesía, algunos de ellos publicados junto con una serie de sus fotografías. Su esfuerzo más reciente se titula "Una vida de amor: poemas sobre los pasajes de la vida" (2002). Sus poemas se pueden encontrar en el índice de los poetas contemporáneos de los hipertextos. A mediados de la década de 1970 escribió y protagonizó una obra de un hombre llamado Vincent basada en la obra de Van Gogh por Phillip Stephens.
En 1995, Nimoy se involucró en la producción de Primortals, una serie de cómics publicada por Tekno Comix sobre el primer contacto con los aliens, que había surgido a partir de una discusión que tuvo con Isaac Asimov. Hubo una novela de Steve Perry.

## Discografía
- 1967 	Mr. Spock's Music from Outer Space album review
- 1968 	The Way I Feel
- 1968 	Two Sides of Leonard Nimoy
- 1970 	The Touch of Leonard Nimoy
- 1995 	You Are Not Alone
- 2001 	Star Trek Enterprise
- 2001 	Star Trek: Spock's World

## Filmografía
Apariciones en Star Trek

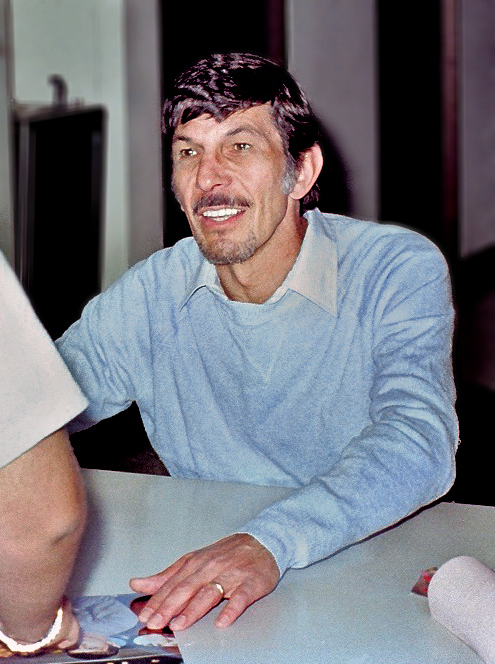
Leonard Nimoy en 1980.

- TOS - "The Cage" (000)(1964) - Teniente Spock
- Serie Star Trek (1966-1969) - Comandante Spock
- Serie Star Trek: The Animated Serie (1973) - Comandante Spock (voz)
- Filme Star Trek I: The Motion Picture (1979) - Spock
- Filme Star Trek II: The Wrath of Khan (1982) - Capitán Spock
- Filme Star Trek III: The Search for Spock (1984) - Capitán Spock / Voz del Elevador (1)
- Filme Star Trek IV: The Voyage Home (1986) - Capitán Spock
- Filme Star Trek V: The Final Frontier (1989) - Capitán Spock
- TNG - "Unification, Part I" (208)(1991) - Embajador Spock
- TNG - Unification, Part II (207)(1991) - Embajador Spock
- Filme Star Trek VI: The Undiscovered Country (1991) - Capitán Spock
- DS9 - "Trials and Tribble-ations" (503)(1993) - Teniente Comandante Spock (material de archivo)
- Filme Star Trek (2009) - Embajador Spock (anciano)
- Filme Star Trek: en la oscuridad (2013) - Embajador Spock (anciano)

Director en Star Trek
- Filme "Star Trek III: The Search for Spock" (1984)
- Filme "Star Trek IV: The Voyage Home" (1986)

Guiones en Star Trek
- Filme "Star Trek I: The Motion Picture" (1979) - Historia (no acreditado)
- Filme "Star Trek III: The Search for Spock" (1984) - Historia (no acreditado)
- Filme "Star Trek IV: The Voyage Home" (1986) - Historia
- Filme "Star Trek VI: The Undiscovered Country" (1991) - Historia
- Star Trek: Strategic Operations Simulator (1983) - Comandante Spock (voz)
- "Star Trek: 25th Anniversary Enhanced (1992) - Comandante Spock (voz)
- Star Trek: Judgment Rite" (1994) - Comandante Spock (voz)
- Filme "Trekkies" (1997) - Él mismo

Participación en series y películas
- Serial "Zombies of the Stratosphere" (1952) - Narab
- Serial "Satan's Satellites" (1958) - Narab
- Filme "The Brain Eaters" (1958) - Profesor Cole
- Serie "Bonanza" (1960) - "Freddy" en ep. "The Ape"
- Serie "The Twilight Zone" (1961) - "Han*Sen" en ep. "A Quality of Mercy"
- Serie "The Untouchables" (1962) - "Packy" en ep. "Takeover"
- Serie Combat! (1963) - "Neumann" en ep. "The Wounde Don't Cry"
- Serie "The Outer Limits" (1964) - "Konig" en ep. "Production and Decay of Strange Particles"
- Serie "The Outer Limits" (1964) - "Judson Ellis" en ep. "I, Robot"
- Serie The Virginian (1965) Varias apariciones
- Serie "The Man from U.N.C.L.E." (1964) - Ep. "The Project Straigas Affair"
- Serie "Combat!" (1965) - "Baum" en ep. "The Raider"
- Serie "Get Smart" (1966) - "Stryker" en ep. "The Dead Spy Scrawls"
- Serie "Mission: Impossible" (1969/1971) - Paris
- Filme "Catlow" (El oro de nadie) (1971) - Miller
- Serie "Galería Nocturna" (1972) - Henry Auden - Episodio "She'll be company for you".
- Serie Columbo (11/2/1973)- Episodio "A Stitch in Crime" como el Dr. Barry Mayfield
- Filme "El amuleto del diablo" (1973)
- Serie "En busca de..." (1976) - "Él mismo" como anfitrión
- Filme Invasion of the Body Snatchers (1978) - Dr. David Kibner
- Miniserie "Marco Polo" (1982) - Achmet
- Serie "T. J. Hooker" (1982) - Director (ep. "The Decoy")
- Film para TV "Una mujer llamada Golda" (1982) - Morris Meyerson
- Serie "T. J. Hooker" (1983) - "Paul McGuire" en ep. "Vengeance is Mine"
- Serie "(Cuentos de las estrellas)" "Aladino y la lámpara maravillosa" (1986)
- Filme "Transformers: The Movie" (1986) - Galvatron (voz)
- Filme "Tres hombres y un bebé" (1987) - Director
- Filme "Nunca olvides" (Never Forget) (1991) - Mel Mermelstein
- Serie "The Simpsons" (1993) - "Él mismo" en ep. "Marge vs. the Monorail"
- Serie documental Ancient Mysteries (1994-1998)- "Él Mismo" como anfitrión.
- Filme "The Pagemaster" (1994) - Dr. Jekyll / Mr. Hyde (voz)
- Serie "Deadly Games" (1995) - Escritor / Director / Productor Ejecutivo
- Serie "The Outer Limits" (1995) - "Thurman Cutler" en ep. "I, Robot"
- Serie "The Simpsons" (1997) - "Él mismo" en ep. "The Springfield Files"
- Serie "Duckman" (1997) - "Él mismo" en ep. "Where No Duckman Has Gone Before"
- Telefilm "Brave New World" (1998) - Mustafa Mond
- Serie "Futurama" (1999) - "Él Mismo" en ep. "Space Pilot 3000"
- Filme "Atlantis: el imperio perdido" (2001) - Rey Kashekim Nedakh (voz)
- Serie "Futurama" (2002) - "Él mismo / Comandante Spock" en ep. "Where No Fan Has Gone Before"
- Serie "Fringe" (2009) - como el Dr. William Bell
- Filme "Transformers: el lado oscuro de la luna" (2011) - como la Voz De Sentinel Prime
- Filme "Zambezia" (2012) - Jefe Sekhuru (voz)
- Serie "The Big Bang Theory" (2012) - Figura de acción de Spock (voz) en ep. "The Transporter Malfunction"

Videos musicales
- The Lazy Song (Official Alternative Video) Bruno Mars (2011)

- "Going Down to Liverpool" es una canción escrita por Kimberley Rew para su grupo Katrina y The Waves , aunque mejor recordada por una versión realizada por The Bangles.

El video musical de la canción fue dirigido por Tamar Simon Hoffs, la madre de la miembro de los Bangles, Susanna Hoffs. El video muestra a la banda dentro de un automóvil conducido por un chofer, que parece no estar impresionado por el grupo (en un momento, apaga la radio del automóvil y detiene la canción). El auto se detiene dentro de un túnel y las chicas caminan hacia el final del mismo, lo que corta a la banda tocando y bailando sobre un fondo rojo. Leonard Nimoy hizo el papel del chofer; Esto se produjo debido a que Nimoy era amigo de la familia de Tamar y Susanna (1984).
Videojuegos
- Kingdom Hearts: Birth by Sleep (2010) - Voz del Maestro Xehanort.
- Kingdom Hearts 3D: Dream Drop Distance (2012) - Voz del Maestro Xehanort.
- Seaman (1999) - Voz del Seaman

## Premios y nominaciones
Fue nominado para el Premio Saturn de la Academia de Ciencia Ficción, Fantasía y Horror de los Estados Unidos en los años 1979 ("Mejor Actor de Reparto" por "Invasion of the Body Snatchers"), 1980 ("Mejor Actor de Reparto" por "Star Trek I: The Motion Picture"), 1985 ("Mejor Director" por "Star Trek III: The Search for Spock") y 1987 ("Mejor Actor" y "Mejor Director" por "Star Trek IV: The Voyage Home").
También recibió nominaciones a los Premios Emmy en los años 1967 y 1968 como "Mejor Actor de Reparto -Drama-" por la serie "Star Trek" y en el año 1982 como "Mejor Actor de Reparto en Miniserie o Especial" por "A Woman Called Golda".